# Badaló
Badaló (ukránul Бадалово [Badalovo]) Ukrajnában, Kárpátalján, a Beregszászi járás déli részén, a Tisza jobb partján, a magyar határnál fekvő falu.

## Története
A község első írásos említése 1226-ból való, ekkor Bodolou néven írták nevét, és még Borsova vármegye része volt.
Első birtokosa a Hontpázmány nemzetségből való Hunt fia Gergely volt, aki a birtokot a Balogsemjén nemzetséghez tartozó Vbul fia Egyednek adta cserébe, és ettől kezdve Egyed fiainak birtoka, akik közül az 1332-ben élt Iván e faluról is nevezte magát.
A 13. században Badaló már jelentős község, önálló egyházzal, amely 1550-től reformátusként működik tovább. Kőtemplomát 1799-ben kezdték el kibővíteni, a munkálatokkal 1807-ben végeztek, majd abban az évben december 27-én szentelték fel. Harangtornyába egy 1826-ban öntött nagyobb, és egy 1772-ben öntött kisebb harang található. A paplak a falu több házával együtt 1834-ben leégett, helyette később újat építettek.
A későbbiekben sokszor cserélt gazdát, így elvesztette a térségi jelentőségét, ám a 17. században ismét fejlődésnek indult kihasználva a hucul és ruszin tutajosok minden évben megismétlődő tiszai útját, amikor a hegyi falvakból hozott árut (sót, fát és gyümölcsöket) gabonára cserélték az Alföldön. Az itteniek áru fejében általában élelmet biztosítottak a továbbutazó tutajosoknak.
Az 1880-as években a faluban 162 ház volt, területe pedig 2122 hold volt. Egészen a 19. század legvégéig a falu nyugodt életét élte, amíg a vasútépítések szükségtelenné, illetve a trianoni határmódosítások lehetetlenné tették a tiszai kereskedelmet. A falu így folyamatosan vesztett jelentőségéből. A trianoni békeszerződés előtt Bereg vármegye Tiszaháti járáshoz tartozott, majd az 1920-as határmódosítások alkalmával Csehszlovákia része lett, elszakítva a környező településektől.
Az első bécsi döntéssel visszakerült Magyarországra.
1944-ben a falu vörös megszállása után a sztálinisták több mint 200 magyar lakost hurcoltak gulágokba, közülük 89-en már nem is tértek haza. A Szovjetunió felbomlása után, 1991-től Ukrajnához tartozik.
1998-ban és 2001-ben a Tisza áradásai a falut súlyosan pusztították, mivel a termőföldeket teljesen elmosták, így a mezőgazdaságból élő falu megélhetését tették lehetetlenné.

## Népesség
A település nagy része magyar nemzetiségű, vallási hovatartozás szerint reformátusok. Jelentős (300 fő, 18%) cigány kisebbség is él a községben.

## Gazdaság
Badalón a szovjet időszakban az itteni Kárpátaljai Mezőgazdasági Kísérleti Állomás jelentette a legnagyobb bevételt a falu lakosainak. Azóta az állami gazdaságot felszámolták, a helyi mezőgazdaság még mindig leginkább csak az állattenyésztésből áll.
Az itt élő magyarok nagy része leginkább Magyarországon keres munkát az építőiparban és a mezőgazdaságban.

## Testvértelepülések
- Tiszakóród, Magyarország
- Rudabánya, Magyarország

## Külső hivatkozások
- Badalói hírek – Kárpátalja.ma
- Erdélyi Károly: Badaló [KMMI-Füzetek XXVII., Kárpátaljai Magyar Művelődési Intézet, 2021] _Online hozzáférés